# Lepus comus
Lepus comus е вид бозайник от семейство Зайцови (Leporidae).

## Разпространение
Видът е разпространен в Китай (Гуейджоу, Съчуан и Юннан) и Мианмар.